# 햄버거 특공대
햄버거 특공대(Good Burger)는 미국에서 제작된 브라이언 로빈스 감독의 1997년 영화이다. 켈 미첼 등이 주연으로 출연하였고 히스 세이퍼트 등이 제작에 참여하였다.

## 출연

### 주연
- 켈 미첼
- 케넌 톰슨

### 조연
- 신바드
- 아베 비고다
- 샤 잭슨
- 댄 슈나이더

## 제작진
- 공동제작: 댄 슈나이더
- 의상: 나타샤 랜도
- 배역: 재키 브라운
- 배역: 로빈 M. 밋첼